# A Rite of Passage
«A Rite of Passage» es la segunda canción y el primer sencillo del álbum Black Clouds & Silver Linings de la banda de metal progresivo Dream Theater. El video de la canción se empezó a rodar a finales de marzo de 2009. Mike Portnoy, en una entrevista con Eddie Trunk, confirmó que la duración del video sería de 5 minutos y medio. Jordan Rudess luego confirmó que la letra de la canción está basada en la francmasonería, como bien se muestra en el arte de tapa del simple. Esta canción fue filtrada junto con «A Nightmare to Remember», antes de que fuese filtrado el disco completo. Roadrunner posibilitó la descarga gratuita de esta desde su web tras la salida oficial del video. Éste se lanzó el 8 de mayo de 2009.

## Lista de canciones
1. «A Rite of Passage» - 8:35
2. «A Rite of Passage» (Editado 1) - 6:08
3. «A Rite of Passage» (Editado 2) - 5:40

## Personal
- James LaBrie - Voz
- John Petrucci - Guitarra y coros
- Jordan Rudess - Piano
- John Myung - Bajo
- Mike Portnoy - Batería y coros

- Datos: Q858086